# Municipio de Sinkin
El municipio de Sinkin (en inglés: Sinkin Township) es un municipio ubicado en el condado de Dent en el estado estadounidense de Misuri. En el año 2010 tenía una población de 298 habitantes y una densidad poblacional de 1,61 personas por km².

## Geografía
El municipio de Sinkin se encuentra ubicado en las coordenadas 37°27′51″N 91°18′25″O / 37.46417, -91.30694. Según la Oficina del Censo de los Estados Unidos, el municipio tiene una superficie total de 184.99 km², de la cual 184,98 km² corresponden a tierra firme y (0 %) 0.01 km² es agua.

## Demografía
Según el censo de 2010, había 298 personas residiendo en el municipio de Sinkin. La densidad de población era de 1,61 hab./km². De los 298 habitantes, el municipio de Sinkin estaba compuesto por el 97,32 % blancos, el 1,34 % eran asiáticos y el 1,34 % eran de una mezcla de razas. Del total de la población el 0,34 % eran hispanos o latinos de cualquier raza.